# Dimitar Stantschow

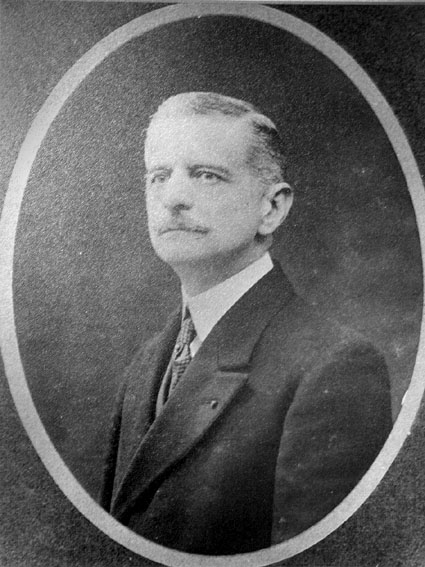
Dimitar Stantschow

Dimitar Janew Stantschow (auch Dimitar Yanev Stanchov geschrieben, bulgarisch Димитър Янев Станчов; * 21. Mai 1863 in Swischtow; † 23. März 1940 in Sofia) war ein bulgarischer Politiker, Diplomat und für vier Tage Ministerpräsident.

## Leben

### Vertrauter von Fürst Ferdinand I.

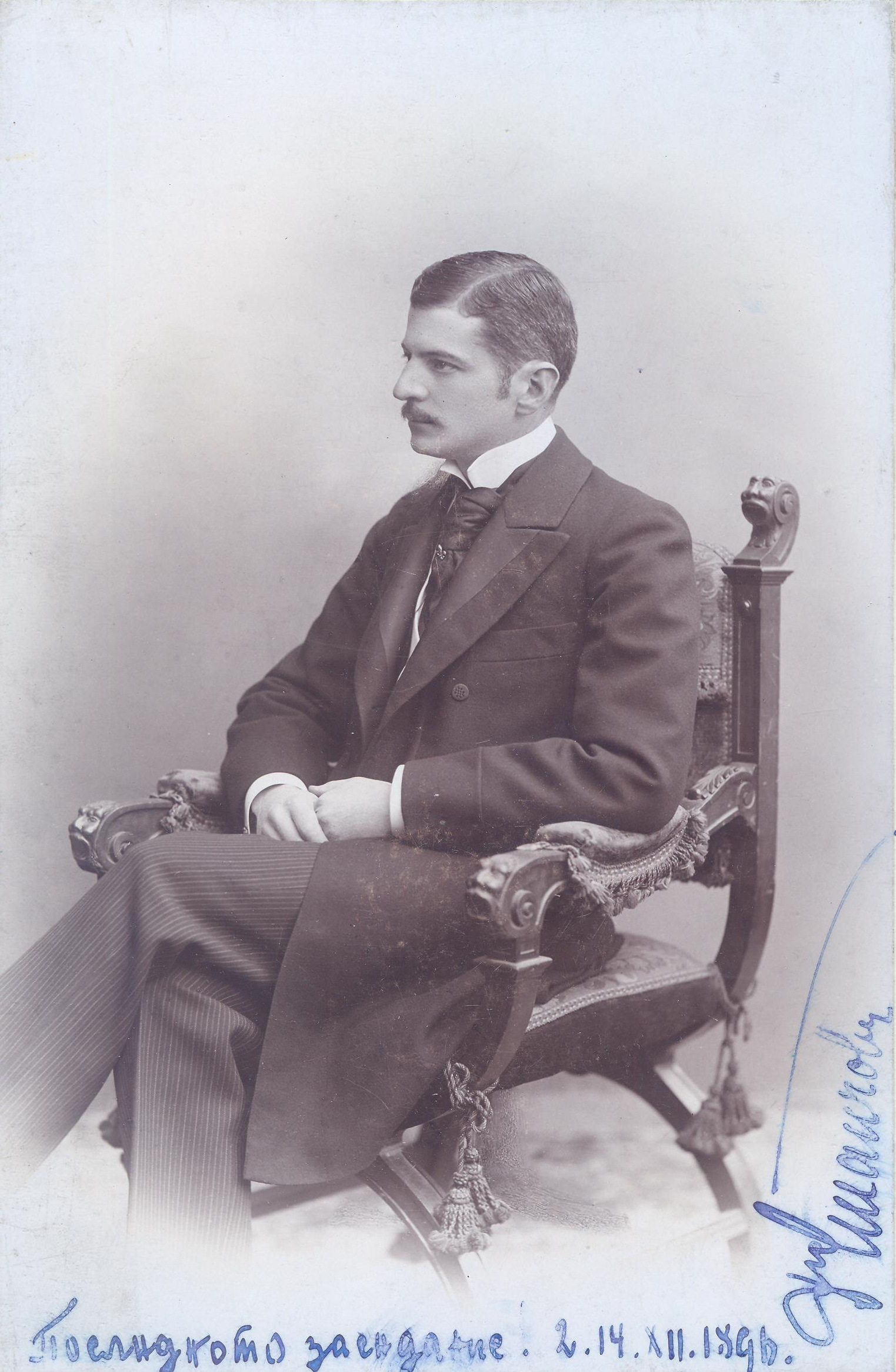
Stantschow, 1896

Nach dem Schulbesuch und einem Studium in Wien trat er in den Dienst von Fürst Ferdinand I., dem er von 1887 bis 1889 zunächst als persönlicher Sekretär und dann bis 1894 als Leiter des fürstlichen Kabinetts diente. In dieser Funktion bereitete er auch die Hochzeit des Fürsten mit Marie Louise von Bourbon-Parma am 20. April 1893 vor.
Nach seinem Ausscheiden aus dem fürstlichen Dienst wurde er 1894 als Gesandter Vertreter Bulgariens in Rumänien und dann von 1895 bis 1897 in Österreich-Ungarn. Zuletzt war er 1898 bis 1906 Gesandter in Russland. Nach seiner Rückkehr aus Sankt Petersburg wurde er am 5. November 1906 von Ministerpräsident Dimitar Petkow zum Außen- und Religionsminister ernannt und übte dieses Amt bis zum 29. Januar 1908 aus.

### Ministerpräsident im März 1907
Nach der Ermordung Dimitar Petkows am 11. März 1907 durch ein Attentat wurde Dimitar Stantschow von Fürst Ferdinand I. am 12. März 1907 zum Ministerpräsidenten einer Übergangsregierung ernannt, in der er auch das Amt des Ministers für öffentlichen Unterricht übernahm.
Im Kabinett seines am 16. März 1907 ernannten Nachfolgers Petar Gudew behielt er das Amt des Außenministers.

### Diplomatische Laufbahn
Nach seinem Ausscheiden als Außenminister kehrte er in den diplomatischen Dienst zurück. Zunächst wurde er für kurze Zeit Gesandter in Großbritannien, wechselte aber noch im Juli 1908 als Gesandter nach Frankreich, wo er die Interessen Bulgariens bis 1915 vertrat. 1910 wurde er in Personalunion bis 1915 auch zum Gesandten in Belgien akkreditiert. Dadurch war er einer der bedeutendsten Diplomaten Bulgariens während der Balkankriege sowie zu Beginn des Ersten Weltkrieges. 1915 war er für kurze Zeit Gesandter in Italien. Während des Ersten Weltkriegs schied er aus dem diplomatischen Dienst aus.
Erst 1919 wurde er Sekretär der bulgarischen Delegation bei den Verhandlungen zum Vertrag von Neuilly-sur-Seine, durch den man die Stärke des bulgarischen Heeres am 27. November 1919 auf 20.000 Soldaten beschränkte. Bulgarien musste außerdem mehrere kleinere Gebiete im Westen an Jugoslawien abtreten. Außerdem fiel der bulgarisch beherrschte Teil Thrakiens an Griechenland.
Von 1920 bis 1921 war er erneut Botschafter in Großbritannien und Nordirland. Danach war er ein Jahr erneut Botschafter in Belgien sowie zuletzt von 1922 bis 1924 Botschafter in den Niederlanden.

### Präsident des Bulgarischen NOK und Familie
Zuletzt war er von 1925 bis 1929 Präsident des Bulgarischen Olympischen Komitees.
Stantschow heiratete 1888 in Sofia Anne 'ANNA' Rose Caroline Delphine Joséphine Françoise de Grenaud Comtesse de Saint-Christophe (geb. 1861 Château de Chitry, Vallières, gest. 1955 London). Sie diente zeitweise als Hofmeisterin von Fürstin Marie Louise von Bulgarien. Mit Anne hatte Dimitar fünf Kinder: Alexander (1890–1891), Nadeschda (1894–1957), Feodora (1895–1969), Iwan Stantschow (1897–1972) und Elena (1901–1966). Neben sein Sohn Iwan der Diplomat war, war seine Tochter Nadeschda Anfang der 1920er Jahre eine der ersten Diplomatinnen, die durch ihre Heirat 1924 zur Baroness of Deanston in Schottland wurde. Darüber hinaus entstammten seiner Familie weitere Diplomaten wie der spätere Außenminister (1994/95) Iwan Stantschow.